# Dan Coman
Dan Coman (n. 27 iulie 1975, Gersa, județul Bistrița-Năsăud) este un scriitor român contemporan.

## Biografie
Dan Coman s-a născut și a copilărit în localitatea Gersa din județul Bistrița-Năsăud. Mama a fost învățătoare, tata, preot ortodox. A urmat Colegiul „Liviu Rebreanu” din Bistrița iar în 1999 a absolvit Studii de filosofie la Cluj. A predat la Colegiul Tehnic „Infoel” din Bistrița și este profesor de filosofie la Colegiul Național „Liviu Rebreanu” din Bistrița.  

### Carieră literară
În 1993 a debutat în revista „Minerva”, revistă reeditată în anul 1990, la Bistrița. Prezent în volumul colectiv Camera (Euphorion, Sibiu, 1995), alături de poeții Marin Mălaicu-Hondrari și Florin Partene. A publicat poezie în majoritatea revistelor literare importante din România. 
Și-a făcut debutul literar cu colecția de poeme anul cârtiței galbene (2003). În 2007, a susținut o lectură din poemele sale, traduse în limba franceză de Linda Maria Baros, la Paris, iar în 2009 a participat la un atelier de poezie și traduceri în Suedia (Insula Gotland).
În 2010 beneficiază de o bursă pentru literatură acordată de Akademie Schloss Solitude (juror Mircea Cărtărescu). Este coautorul antologiei Compania poeților tineri în 100 de titluri alese de Dan Coman și Petru Romoșan (Editura Compania, 2011).
Textele sale au fost publicate în antologii din Suedia, Statele Unite, Franța, Serbia, Ungaria, Slovenia și Canada. 

## Volume publicate
- anul cârtiței galbene (Timpul, 2003; Vinea, 2004)
- ghinga (Vinea, 2005)
- d great coman (antologie, Vinea, 2007)[5]
- dicționarul mara (Cartier, 2009)
- Irezistibil  (proză, Cartea Românească, ianuarie 2010, ISBN 9789732329214) [6][7]
- Compania poeților tineri în 100 de titluri, alese de Dan Coman și Petru Romoșan (Compania, 2011)
- Parohia (proză, Cartea Românească, 2012)
- ERG (antologie, Charmides, 2012)
- Căsnicie (proză, 2015)
- Insectarul Coman, editura Charmides, 2017, ISBN 978-606-752-116-0
- aceste lucruri care nu se vor schimba niciodată, editura Polirom, 2019, ISBN 978-973-46-7845-7
- Enescu. Caiete de repetiţii, editura Polirom, 2019, ISBN 978-973-46-7934-8
- Alesul, editura Cartier, decembrie 2020, ISBN 9789975864541
- Plictisitoarea vacanță a fraților Rățoi, proză, editura Arthur, februarie 2021, ISBN 9786060860181
- Ce preferi?, editura Polirom, noiembrie 2022, ISBN 9789734692309

## Premii și distincții
Pentru prima sa carte, Anul cârtiței galbene, a primit în 2004, Premiul Național de Poezie „Mihai Eminescu” pentru debut și Premiul pentru debut al Uniunii Scriitorilor din România.